# Jasmin Kosubek
Jasmin Dantas Kosubek (* 17. August 1987 in Reutlingen) ist eine deutsche Moderatorin. Sie arbeitete von 2014 bis 2021 für den russischen Propagandasender RT DE. Dort moderierte sie von November 2014 bis zur Einstellung im Juli 2020 die Sendung Der Fehlende Part. Danach leitete sie die Social-Media-Abteilung von RT DE. Seit ihrem Abgang zum Jahreswechsel 2021/22 veröffentlicht sie Videos auf YouTube.

## Herkunft und Ausbildung
Jasmin Kosubek ist die Tochter eines Deutschen und einer Brasilianerin.
Sie wuchs in Stuttgart auf und ging später in Graz zur Schule. Von 2007 bis 2011 studierte sie Betriebswirtschaftslehre und Marketingkommunikation an der Hochschule Pforzheim und schloss mit einem Bachelor ab. 2011 folgte ein Studium International Business and Economics mit Schwerpunkt International Management, Economics und Umweltmanagement an der Universität Hohenheim, das sie 2014 mit einem Master beendete.

## Karriere
Ab November 2014 arbeitete sie bei RT DE in Berlin, dem deutschsprachigen Internet-Ableger des Auslands-Propagandakanals der russischen Regierung und staatlich finanzierten russischen TV-Netzwerkes RT. Sie moderierte dort zu Beginn zusammen mit Margarita Bityutski ein werktägliches 30-Minuten-Magazin namens Der Fehlende Part, das ab 2016 nur noch einmal pro Woche ausgestrahlt und im Programm teilweise durch andere Formate wie die regelmäßige Medienkritik 451 Grad ersetzt wurde.
2017 eröffnete Der Fehlende Part einen eigenen YouTube-Kanal und bestand nach einer Umstrukturierung aus kürzeren, jedoch wieder häufiger erscheinenden Videos mit Interviews und Kommentaren.
Dieser eigene Kanal war 2019 und Anfang 2020 nach einem eher verhaltenen Start nach regelmäßigen Auswertungen der Onlinezeitung Russland.news wieder das erfolgreichste Format bei RT Deutsch.
Im Juli 2020 wurde Kosubeks Format von RT eingestellt. Danach leitete sie die Social-Media-Abteilung von RT DE.
Im Herbst 2020 gehörte sie zu den Erstunterzeichnern des Appell für freie Debattenräume.
Seit ihrer Kündigung bei RT DE zum Jahreswechsel 2021/2022 veröffentlicht sie unter ihrem Namen Interviewgespräche auf Youtube und spiegelt diese auf der „alternativen“ Videoplattform Odysee.
2022 moderierte sie mit Aron Morhoff fünf Folgen der Sendung Die Beichte beim rechtskonservativen Webradio Kontrafunk. Im Oktober 2023 listete ihr YouTube-Kanal etwa 240 Videos und hatte 108.000 Abonnenten. Im Dezember 2024 hatte sie dort 203.000 Abonnenten bei mehr als 725 Videos.

## Mediale Rezeption
Aufgrund ihrer Tätigkeit für RT DE geriet Kosubek zum Start ihrer Sendung Der Fehlende Part im November 2014 in den Fokus der Medienöffentlichkeit.
In der Frankfurter Allgemeinen Zeitung charakterisierte Michael Hanfeld Kosubek als Darbieterin von manipulierten Nachrichten mit Schuldzuschreibungen an die USA, deren „scheinbare Unbedarftheit eine wunderbare Folie für den galoppierenden Wahnsinn abgibt, den sie mit ihren Suggestivfragen transportiert“. Olaf Sundermeyer stellte in der FAZ seine Erfahrungen mit dem Fehlenden Part und Kosubeks Interviewstil dar, die ihn zu dem Schluss führten, jedem zu empfehlen, Einladungen von RT abzulehnen, der auf seine journalistische, politische oder wissenschaftliche Integrität Wert lege. Die Zeit und die Augsburger Allgemeine erwähnten Kosubek im Zusammenhang der Kritik an Methoden einer „Propaganda mit dem Holzhammer“.
In Danny Schmidts Forschungsarbeit zum Thema Das Bild Russlands in den deutschen Leitmedien (2015) wird dargestellt, dass die Kritik an Russland meist personalisierend gestaltet wird, wobei Jasmin Kosubek als Moderatorin einbezogen wird.
Eine besondere Medienresonanz erzeugte das von Kosubek geführte Interview, das Sigmar Gabriel als amtierender Bundesaußenminister RT DE in der Endphase des Bundestagswahlkampfs 2017 gewährte, wenngleich es dabei eher um die Frage der journalistischen Integrität des „Putin-Senders“ oder um Gabriels Kritik an der AfD ging und Kosubek oft gar nicht namentlich genannt wurde.